# Джузеппе Паллавічіні
Джузеппе Паллавічіні (італ. Giuseppe Pallavicini, нар. 16 жовтня 1956, Ашано) — італійський футболіст, що грав на позиції центрального  захисника за низку італійських клубних команд.
По завершенні ігрової кар'єри — тренер.

## Клубна кар'єра
У дорослому футболі дебютував 1974 року виступами за команду «Торіно», в якій провів два сезони, взявши участь лише у 6 матчах чемпіонату. За результатами сезону 1975/76 у статусі резервного футболіста виборов титул чемпіона Італії.
З 1976 по 1984 рік грав за «Монцу» та «Реджяну». Згодом три сезони відіграв за «Віченцу», а завершив ігрову кар'єру у нижчоліговому «Савільянезе» у 1987—1988 роках.

## Виступи за збірну
1976 року провів одну офіційну гру у складі молодіжної збірної Італії.

## Кар'єра тренера
Розпочав тренерську кар'єру, повернувшись до футболу після тривалої перерви, 1999 року, очоливши тренерський штаб команди «Вігор Ламеція». У 2000-х попрацював ще із декількома командам з нижчих італійських дивізіонів, а також у 2002–2003 роках тренував бразильський «Інтернасьйонал» (Лімейра).

## Титули і досягнення
- Чемпіон Італії (1):

«Торіно»: 1975-1976